# 小行星5050
小行星5050（5050 Doctorwatson）是一颗绕太阳运转的小行星，为主小行星带小行星。该小行星于1983年9月14日发现。
小行星5050以英國偵探小說《福爾摩斯探案》系列的角色約翰·華生命名。

## 轨道参数
小行星5050的轨道半长轴为2.4000968 UA，离心率为0.120。